# Ocupação japonesa de Hong Kong
```
   |-
       |
Erro:
:  
valor não especificado para "
nome_comum
"
```

A ocupação imperial japonesa de Hong Kong começou quando o Governador de Hong Kong, Sir Mark Young, entregou a colônia da Coroa Britânica de Hong Kong ao Império do Japão em 25 de dezembro de 1941. A rendição ocorreu após 18 dias de luta feroz contra as esmagadoras forças japonesas que tinham invadido o território. A ocupação durou três anos e oito meses até a rendição do Japão no final da Segunda Guerra Mundial.

## Antecedentes

### A invasão imperial japonesa da China
Durante a invasão japonesa da China em 1937, Hong Kong não foi invadida, pois fazia parte do Império Britânico. No entanto, a guerra na China influenciou sua situação devido à proximidade com a China continental. No início de março de 1939, duas bombas caíram acidentalmente sobre Hong Kong durante um bombardeio na cidade de Shenzhen e destruíram uma ponte e uma estação de trem.

### Segunda Guerra Mundial
Em 1936, a Alemanha e o Império do Japão assinaram o Pacto Anticomintern. Em 1937, a Itália Fascista aderiu ao pacto, formando a aliança militar do que viria a ser conhecido como as Potências do Eixo. No outono de 1941, a Alemanha Nazista estava próxima do auge de seu poder militar. Após a invasão da Polônia e a queda da França, as forças alemãs haviam invadido grande parte da Europa Ocidental. Os Estados Unidos eram neutros e a oposição à Alemanha Nazista foi dada apenas pela Grã-Bretanha, a Comunidade Britânica e a União Soviética. Os Estados Unidos deram pouco apoio à China em sua luta contra a invasão do Japão Imperial. Em 7 de dezembro de 1941, o Japão entrou na Segunda Guerra Mundial com a ocupação japonesa da Malásia, além de outros ataques, como o ataque à base naval americana em Pearl Harbor e às Filipinas dominadas pelos norte-americanos, e a ocupação japonesa da Tailândia.

## Controle da colônia

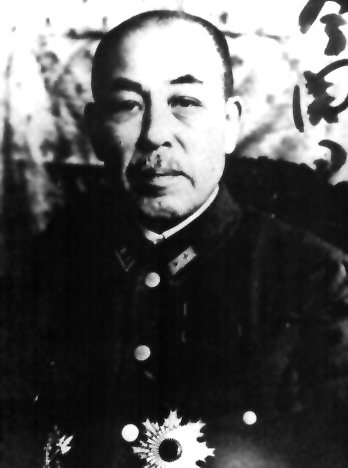
Rensuke Isogai, líder do governo militar da colônia durante o período de ocupação japonesa.

Durante todo o período de domínio japonês, Hong Kong foi governada como um território ocupado sob a lei marcial. Liderados pelo general Rensuke Isogai, os japoneses estabeleceram seu centro administrativo e sua sede militar em Kowloon. O governo militar — incluindo os departamentos administrativo, civil, econômico, judicial e naval — promulgou regulamentos rigorosos e, através de gabinetes executivos, exerceu o poder sobre todos os residentes de Hong Kong. Além do governador Mark Young, 7.000 soldados e civis britânicos foram enviados para campos de concentração.

## Economia
Todas as atividades comerciais e econômicas foram estritamente regulamentadas pelas autoridades japonesas, que assumiram o controle da maioria das fábricas. As forças ocupantes proibiram o dólar de Hong Kong e substituíram-no pelo iene militar japonês. Os residentes de Hong Kong ficaram empobrecidos pela taxa de câmbio injusta e imposta à força, o governo imperial japonês vendeu o dólar de Hong Kong para ajudar a financiar a sua economia durante a guerra. Em junho de 1943, o iene militar passou a ser a única moeda em curso legal. A implementação de transportes públicos e os serviços públicos falharam inevitavelmente, devido à escassez de combustível e ao bombardeamento aéreo de Hong Kong pelos norte-americanos. Dezenas de milhares de pessoas ficaram desabrigadas e desamparadas, e muitas delas foram empregadas na construção naval e civil.

## A rendição japonesa

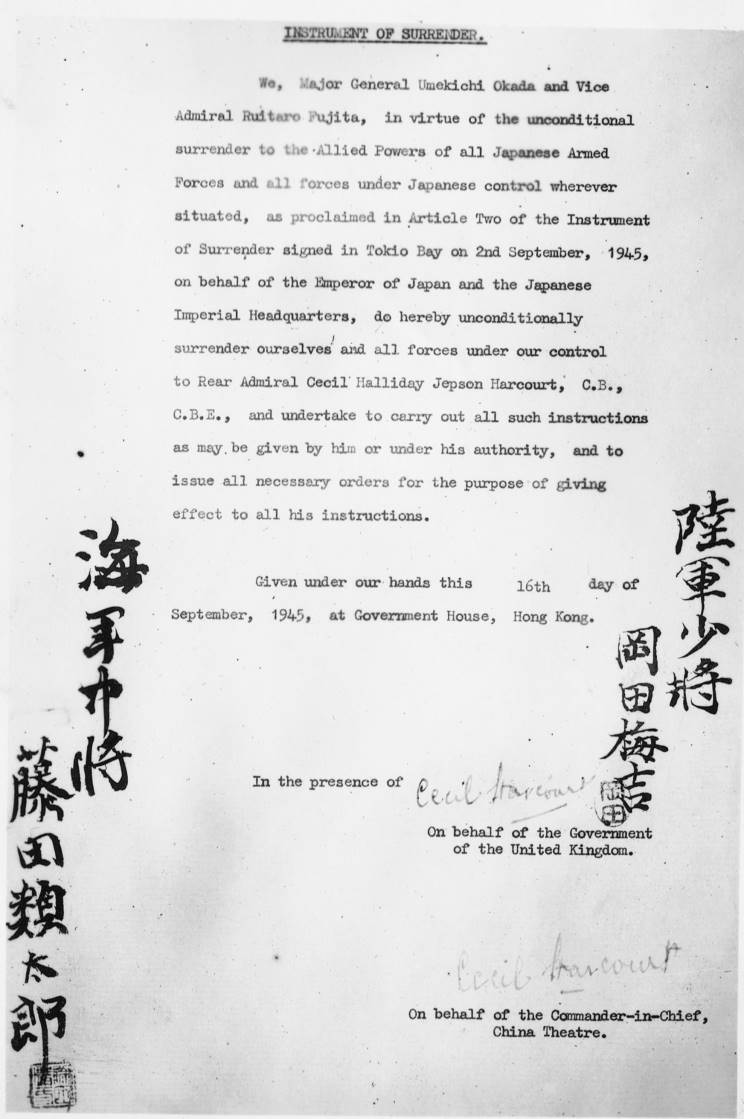
Documento da rendição japonesa.

A ocupação japonesa de Hong Kong terminou em 1945, após a rendição do Japão em 15 de agosto de 1945. Hong Kong foi entregue pelo Exército Imperial Japonês à Marinha Real Britânica em 30 de agosto de 1945; o controle britânico sobre Hong Kong foi assim restaurado. O general Takashi Sakai, que liderou a invasão de Hong Kong e posteriormente foi governador-geral durante a ocupação japonesa, foi julgado como criminoso de guerra, condenado e executado na tarde de 30 de setembro de 1946.